# Gran Premi de les Amèriques de motociclisme
El Gran Premi de les Amèriques, anomenat inicialment Gran Premi de Texas de motociclisme, és un Gran Premi de motociclisme que se celebrà per primer cop durant la temporada de 2013 al Circuit de les Amèriques (prop d'Austin), dins del calendari del Campionat del món de motociclisme.
És la tercera cursa de MotoGP als EUA, juntament amb el Gran Premi dels Estats Units (a Laguna Seca) i el Gran Premi d'Indianàpolis (a l'Indianapolis Motor Speedway), si bé les altres dues ja no formen part del Mundial.
A 25 d'abril de 2025

## Noms oficials i patrocinadors
- 2013–2019, 2021–actualitat: Red Bull Grand Prix of the Americas[2]

## Guanyadors múltiples

### Pilots
| # Victòries | Pilot             | Victòries | Victòries                                |
| # Victòries | Pilot             | Categoria | Anys                                     |
| ----------- | ----------------- | --------- | ---------------------------------------- |
| 7           | Marc Márquez      | MotoGP    | 2013, 2014, 2015, 2016, 2017, 2018, 2021 |
| 4           | Àlex Rins         | MotoGP    | 2019, 2023                               |
| 4           | Àlex Rins         | Moto2     | 2016                                     |
| 4           | Àlex Rins         | Moto3     | 2013                                     |
| 2           | Romano Fenati     | Moto3     | 2016, 2017                               |
| 2           | Maverick Viñales  | MotoGP    | 2024                                     |
| 2           | Maverick Viñales  | Moto2     | 2014                                     |
| 2           | Francesco Bagnaia | MotoGP    | 2025                                     |
| 2           | Francesco Bagnaia | Moto2     | 2018                                     |

### Constructors
| # Victòries | Constructor | Victòries | Victòries                                      |
| # Victòries | Constructor | Categoria | Anys                                           |
| ----------- | ----------- | --------- | ---------------------------------------------- |
| 11          | Honda       | MotoGP    | 2013, 2014, 2015, 2016, 2017, 2018, 2021, 2023 |
| 11          | Honda       | Moto3     | 2015, 2017, 2018                               |
| 8           | Kalex       | Moto2     | 2014, 2016, 2017, 2018, 2019, 2021, 2022, 2023 |
| 7           | KTM         | Moto3     | 2013, 2014, 2016, 2019, 2022, 2023, 2025       |
| 2           | Boscoscuro  | Moto2     | 2024, 2025                                     |
| 2           | Ducati      | MotoGP    | 2022, 2025                                     |

## Guanyadors per any
| Any  | Circuit | Moto3                                         | Moto3                                         | Moto2                                         | Moto2                                         | MotoGP                                        | MotoGP                                        | Detalls                                       |
| Any  | Circuit | Pilot                                         | Moto                                          | Pilot                                         | Moto                                          | Pilot                                         | Moto                                          | Detalls                                       |
| ---- | ------- | --------------------------------------------- | --------------------------------------------- | --------------------------------------------- | --------------------------------------------- | --------------------------------------------- | --------------------------------------------- | --------------------------------------------- |
| 2025 | COTA    | José Antonio Rueda                            | KTM                                           | Jake Dixon                                    | Boscoscuro                                    | Francesco Bagnaia                             | Ducati                                        | Detalls                                       |
| 2024 | COTA    | David Alonso                                  | CFMoto                                        | Sergio García                                 | Boscoscuro                                    | Maverick Viñales                              | Aprilia                                       | Detalls                                       |
| 2023 | COTA    | Iván Ortolá                                   | KTM                                           | Pedro Acosta                                  | Kalex                                         | Àlex Rins                                     | Honda                                         | Detalls                                       |
| 2022 | COTA    | Jaume Masiá                                   | KTM                                           | Tony Arbolino                                 | Kalex                                         | Enea Bastianini                               | Ducati                                        | Detalls                                       |
| 2021 | COTA    | Izan Guevara                                  | Gas Gas                                       | Raúl Fernández                                | Kalex                                         | Marc Márquez                                  | Honda                                         | Detalls                                       |
| 2020 | COTA    | Cancel·lat a causa de la pandèmia de COVID-19 | Cancel·lat a causa de la pandèmia de COVID-19 | Cancel·lat a causa de la pandèmia de COVID-19 | Cancel·lat a causa de la pandèmia de COVID-19 | Cancel·lat a causa de la pandèmia de COVID-19 | Cancel·lat a causa de la pandèmia de COVID-19 | Cancel·lat a causa de la pandèmia de COVID-19 |
| 2019 | COTA    | Arón Canet                                    | KTM                                           | Thomas Lüthi                                  | Kalex                                         | Álex Rins                                     | Suzuki                                        | Detalls                                       |
| 2018 | COTA    | Jorge Martín                                  | Honda                                         | Francesco Bagnaia                             | Kalex                                         | Marc Márquez                                  | Honda                                         | Detalls                                       |
| 2017 | COTA    | Romano Fenati                                 | Honda                                         | Franco Morbidelli                             | Kalex                                         | Marc Márquez                                  | Honda                                         | Detalls                                       |
| 2016 | COTA    | Romano Fenati                                 | KTM                                           | Álex Rins                                     | Kalex                                         | Marc Márquez                                  | Honda                                         | Detalls                                       |
| 2015 | COTA    | Danny Kent                                    | Honda                                         | Sam Lowes                                     | Speed Up                                      | Marc Márquez                                  | Honda                                         | Detalls                                       |
| 2014 | COTA    | Jack Miller                                   | KTM                                           | Maverick Viñales                              | Kalex                                         | Marc Márquez                                  | Honda                                         | Detalls                                       |
| 2013 | COTA    | Àlex Rins                                     | KTM                                           | Nico Terol                                    | Suter                                         | Marc Márquez                                  | Honda                                         | Detalls                                       |